# Stephan van Baarle
Stephan Ruben Tobias (Stephan) van Baarle (Rotterdam, 25 augustus 1991) is een Nederlands politicus van DENK. Hij zat tussen 2018 en 2022 namens DENK in de gemeenteraad van Rotterdam en is sinds 31 maart 2021 Tweede Kamerlid. Op 3 augustus 2023 werd hij fractievoorzitter.

## Jeugd en opleiding
Van Baarle werd in 1991 in Rotterdam geboren als kind van een Nederlandse moeder en een Turkse vader. Zijn opa is geëmigreerd uit Turkije en hij is door zijn moeder als enig kind opgevoed in de Rotterdamse wijk Vreewijk. Van Baarle ging daar naar de Christelijke Scholengemeenschap Johannes Calvijn vestiging Vreewijk en studeerde vervolgens aan de Erasmus Universiteit Rotterdam waar hij in 2016 cum laude afstudeerde in de sociologie. Hij werd ook docent bij deze universiteit en was in 2014 actief binnen de Partij van de Arbeid (PvdA).

## Politiek
In 2015 ging Van Baarle aan de slag als beleidsmedewerker van de Tweede Kamerfractie van DENK en werd hij directeur van Statera, het wetenschappelijk bureau van de partij. Van Baarle was een van de eerste leden van DENK, dat was opgericht door twee Kamerleden die de PvdA hadden verlaten. Hij was voorzitter van de partijprogrammacommissie bij de Tweede Kamerverkiezingen van 2017 en stond zelf op plaats vijf op de kandidatenlijst van DENK. Van Baarle kwam niet in de Kamer, omdat zijn partij drie zetels haalde en zijn 408 voorkeurstemmen niet genoeg waren om de voorkeurdrempel te halen. Van Baarle was de lijsttrekker van DENK bij de gemeenteraadsverkiezingen van 2018 in Rotterdam. De partij won vier zetels en lijstduwer Tunahan Kuzu ontving bijna twee keer zoveel stemmen als Van Baarle. Hij bleef naast zijn nieuwe functie als gemeenteraadslid en fractievoorzitter werkzaam als beleidsmedewerker. In de raad pleitte Van Baarle samen met Leefbaar Rotterdam met succes voor een verbod op overlast door straatgebruik van lachgas. In 2018 en 2019 werd hij genomineerd voor de titel Beste Politicus van Rotterdam door de Rotterdamse politieke pers. Van Baarle steunde de landelijke fractievoorzitter, Farid Azarkan, toen het partijbestuur hem in mei 2020 uit de partij probeerde te zetten. Ook riep Van Baarle het bestuur op om af te treden.
Bij de Tweede Kamerverkiezingen van 2021 stond Van Baarle als derde kandidaat op de kieslijst van DENK, dat met drie zetels in de Tweede Kamer werd gekozen. Hij was tevens campagneleider van zijn partij en ontving zelf 2.449 voorkeurstemmen. Van Baarle bleef lid van de gemeenteraad, maar stapte in april wel op als fractievoorzitter. Hij was een van de lijstduwers in Rotterdam bij de gemeenteraadsverkiezingen in maart 2022, waardoor zijn lidmaatschap van de raad ten einde kwam na 29 maart. Op 7 april 2021 diende hij na het pleidooi van de aspirant-Kamervoorzitters Khadija Arib (PvdA), Vera Bergkamp (D66) en Martin Bosma (PVV) een aangenomen motie in die oproept tot inclusiviteit voor de nieuwe Kamervoorzitter en de ambtelijke ondersteuning. Ook besteedde Van Baarle aandacht aan discriminatie bij de selectie van stagiairs door bedrijven. Een motie van hem om anonieme controleurs in te zetten om te testen of de discriminatiewetten worden nageleefd ontving een Kamermeerderheid. Van Baarle was tegenstander van een nieuw lespakket voor seksuele voorlichting voor basisscholen, omdat kinderen volgens hem te jong waren voor de stof uit het pakket. Ook klaagde hij dat uitingen van seks en seksuele diversiteit te veel aan anderen, waaronder kinderen, zouden worden opgedrongen.

### Partijleider
In juli 2023, kort nadat de val van het kabinet-Rutte IV had geleid tot vervroegde Tweede Kamerverkiezingen in november 2023, kondigde Farid Azarkan aan de politiek te verlaten. Van Baarle volgde hem op 3 augustus als fractievoorzitter en hij maakte in een video met Azarkan bekend lijsttrekker van DENK te willen worden. Hij verklaarde dat het belangrijk was voor de volgende generatie om verantwoordelijkheid te nemen en zei dat hij DENKs missie om te strijden tegen racisme, uitsluiting en xenofobie zou voortzetten. Op 10 september 2023 werd hij officieel lijsttrekker en daarmee ook de nieuwe partijleider van DENK.
Nadat Israël op 7 oktober 2023 door Hamas werd aangevallen, keurde Van Baarle Nederlandse steun aan Israël af en noemde hij dat land een apartheidsstaat. Zijn partij nam niet deel aan een herdenking in de Tweede Kamer voor de slachtoffers van de aanval. Daarnaast gaf Van Baarle aan dat het Nederlandse kabinet volgens hem moest benadrukken dat het afsluiten van de Gazastrook van water, elektriciteit en voedsel een oorlogsmisdaad is. DENK deelde online kaarten waarop Israël inclusief de bezette Palestijnse gebieden geheel in de vlag van Palestina waren gehuld. Van Baarle gaf vervolgens aan dat hij voorstander was van een eenstaatoplossing onder Palestijns bestuur met gelijke rechten voor moslims en joden. Tijdens een Kamerdebat op 24 oktober sprak Van Baarle de Palestijnse vrijheidsslogan "From the river to the sea, Palestine will be free" (Van de rivier tot de zee zal Palestina vrij zijn) uit. Andere Kamerleden veroordeelden zijn gebruik van de slogan, die zij als antisemitisch beschreven aangezien deze geen ruimte voor een Israëlische staat impliceert. Toen Sylvana Simons (BIJ1) de woorden herhaalde, ontnam voorzitter Vera Bergkamp haar het woord. Een krappe Kamermeerderheid steunde een motie waarin de slogan een oproep tot geweld werd genoemd ondanks dat deze eerder in een rechterlijke uitspraak als niet strafbaar werd beschouwd.

### Commissies
Van Baarle is lid van de volgende commissies van de Tweede Kamer:
- Commissie voor Binnenlandse Zaken
- Commissie voor Infrastructuur en Waterstaat
- Commissie voor Landbouw, Natuur en Voedselkwaliteit
- Commissie voor Onderwijs, Cultuur en Wetenschap
- Commissie voor Sociale Zaken en Werkgelegenheid
- Commissie voor Defensie (plaatsvervangend)
- Commissie voor Digitale Zaken (plaatsvervangend)
- Commissie voor Economische Zaken en Klimaat (plaatsvervangend)
- Commissie voor Koninkrijksrelaties (plaatsvervangend)
- Commissie voor de Rijksuitgaven (plaatsvervangend)
- Commissie voor Volksgezondheid, Welzijn en Sport (plaatsvervangend)

## Privéleven
Van Baarle is een agnost. Hij is daarnaast een supporter van voetbalclub Feyenoord, fan van de metalband Rammstein en speelt gitaar.
Ismail el Abassi · Stephan van Baarle · Doğukan Ergin
Stephan van Baarle (DENK) · 
Thierry Baudet (FVD) · 
Mirjam Bikker (CU) · 
Henri Bontenbal (CDA) · 
Laurens Dassen (Volt) · 
Jimmy Dijk (SP) · 
Joost Eerdmans (JA21) · 
Rob Jetten (D66) · 
Esther Ouwehand (PvdD) · 
Caroline van der Plas (BBB) · 
Chris Stoffer (SGP) · 
Frans Timmermans (GL-PvdA) · 
Nicolien van Vroonhoven (NSC) · 
Geert Wilders (PVV) · 
Dilan Yeşilgöz (VVD)
- Parlement.com: vleseadw4bt8